# IV Македонски легион
IV Македонски легион (на латински: Legio IV Macedonica) e легион на римската войска, създаден през 48 пр.н.е. от Гай Юлий Цезар от италиански легионери. Легионовият символ е бик и козирог. В 70 година легионът е закрит от импратор Веспасиан. Скоро след това е открит отново с името IIII Щастлив Флавиев легион.